# الکساندر راماتی
الکساندر راماتی (انگلیسی: Alexander Ramati؛ ۲۰ دسامبر ۱۹۲۱ – ۱۸ فوریهٔ ۲۰۰۶) یک کارگردان فیلم، نویسنده، فیلم‌نامه‌نویس، و تهیه‌کننده فیلم اهل لهستان بود.
از فیلم‌ها یا مجموعه‌های تلویزیونی که وی در آن‌ها نقش داشته‌است می‌توان به سازمان مخفی آسیزی اشاره نمود.